# 全谷站
全谷站（：／ Jeongok yeok */?）是首都圈電鐵1號線京元線路段沿線的一座鐵路車站，位於韓國京畿道涟川郡全谷邑全谷里。

## 車站結構

### 月台配置
| ↑ 青山  |
| 月台 \| |
| 漣川 ↓  |

| 月台 | 路線   | 目的地               |
| ---- | ------ | -------------------- |
| 月台 | 京元線 | 東豆川、白馬高地方向 |

## 历史
- 1912年7月25日：開始營業。
- 1945年9月：南北分斷後成為朝鮮民主主義人民共和國側的京元線最南端車站。
- 1958年10月16日：現時站舍完工。
- 2011年7月28日：受集中豪雨影響，軌道流失，營業暫時中斷。
- 2012年3月21日：哨城鐵橋完工，通勤列車恢復運行，同時單向減編至1日6班。
- 2012年7月1日：通勤列車運行編數增編。
- 2014年10月31日：首都圈電鐵1號線複線電氣化開工。
- 2015年5月29日：停止處理貨物[1]。
- 2018年7月2日：京元線漣川－白馬高地路段進行軌道改善工程，通勤列車、和平列車只運行至漣川站。
- 2023年12月：首都圈電鐵1號線複線電氣化開通。

## 车站周边
- 全谷郵政局
- 全谷里遺跡(舊石器時代遺址)
- 全谷農協中央分店
- 坡州漣川畜協全谷分店
- 全谷派出所
- 全谷邑事務所
- 農協銀行漣川郡分部